# آن فونتن
آن فونتن (فرانسوی: Anne Fontaine‎؛ زادهٔ ۱۵ ژوئیهٔ ۱۹۵۹) کارگردان، فیلم‌نامه‌نویس و هنرپیشه اهل فرانسه است. وی از سال ۱۹۸۰ میلادی تاکنون مشغول فعالیت بوده‌است.
از فیلم‌های او می‌توان به کوکو قبل از شانل، بدترین کابوسم، ناتالی…، جما باوری، بی‌گناهان، ماروین، پلیس، رئیس‌جمهورها و ستایش اشاره کرد که اولین بار در جشنواره فیلم ساندنس به نمایش درآمد.